# Baeotis hisbon
Espèce
Baeotis hisbon est un insecte lépidoptère appartenant à la famille  des Riodinidae et au genre Baeotis.

## Dénomination
Baeotis hisbon a été décrit par Pieter Cramer en 1775 sous le nom de Papilio hisbon.

## Description
Baeotis hisbon est de couleur noire avec une ornementation de bandes blanches, une basale, une large médiane et une troisième laissant une large bande noire marginale. Chez Baeotis hisbon forme simblina Stichel, 1929, les bandes sont jaune pâle et plus larges lui donnant une dominante jaune pâle.
Le revers est identique.

## Écologie et distribution
Baeotis hisbon est présent en Amérique du Sud sous forme de deux petits isolats, l'un au Brésil autour de Rio de Janeiro et l'autre en Guyane.

### Biotope
Il réside dans la forêt tropicale.

### Protection
Pas de statut de protection particulier.